# Quinsac, Dordogne
Quinsac là một xã của Pháp, nằm ở tỉnh Dordogne trong vùng Aquitaine của Pháp.

## Hành chính
| Danh sách các xã trưởng                |                  |                     |                  |          |
| Giai đoạn                              | Giai đoạn        | Tên                 | Đảng             | Tư cách  |
| 1993                                   | tháng 3 năm 2008 | Hubert Villeveygoux | -                | -        |
| tháng 3 năm 2008                       | đương nhiệm      | Michel Dubreuil     | không chính thức | nghỉ hưu |
| Tất cả các dữ liệu trước đây không rõ. |                  |                     |                  |          |

## Thông tin nhân khẩu
| Năm    | 1962 | 1968 | 1975 | 1982 | 1990 | 1999 | 2005 |
| ------ | ---- | ---- | ---- | ---- | ---- | ---- | ---- |
| Dân số | 441  | 391  | 427  | 450  | 421  | 425  | 390  |